# Mary Lou Ridinger
Mary Lou Ridinger, née en 1945 à Fort Worth, Texas, est une archéologue américaine. Elle est titulaire d'un B.A. en études latino-américaines de l'Université du Colorado à Boulder et d'une maîtrise en archéologie de l'Universidad de las Américas Puebla. Après ses études supérieures, Ridinger a vécu à San Miguel de Allende, au Mexique, et a travaillé sur des fouilles archéologiques dans le pays, y compris les fouilles précédant la construction du métro de Mexico. Elle est connue pour sa découverte des sites de carrières de jade in situ au Guatemala qui avaient été oubliés depuis l'époque de la colonisation espagnole de l'Amérique.

## Découverte des sites de jade guatémaltèque
Ridinger est considérée parmi les érudits comme le premier archéologue à découvrir les emplacements in situ des zones de carrières de jade en jadéite maya précolombienne,. En 1975, en compagnie de son mari Jay Ridinger, Mary Lou Ridinger a découvert trois sources distinctes de jadéite dans la vallée de la rivière Motagua au Guatemala, et a également découvert des outils et autres indications que des artisans mayas précolombiens avaient travaillé le matériau sur lesdits sites,.
Dans les années qui ont suivi, Ridinger et son mari ont découvert de nouveaux types de jade qui étaient auparavant inconnus, notamment en 1987 un jade de couleur sombre avec des inclusions de pyrite maintenant surnommé « Galactic Jade » et suivi en 1998 par la découverte d'une variété lavande de jadéite.

## Jade Enterprise au Guatemala
L'artisanat et les bijoux en jadéite sont désormais une industrie artisanale de base au Guatemala. En 1975, Mary Lou et Jay Ridinger ont ouvert Jades S.A., le premier atelier de jade post-conquête dans l'hémisphère occidental, et ont commencé à former des sculpteurs sur pierre pour travailler avec le minéral très dense.
Mary Lou Ridinger est reconnue par des organisations telles que The Explorers Club et le Who's Who comme la fondatrice de l'entreprise moderne de jade au Guatemala. Des personnalités notables telles que le président Bill Clinton et l'acteur Robert Redford ont visité son entreprise à Antigua Guatemala et ont salué son travail. Jades S.A. est maintenant fréquemment visité par des dignitaires étrangers ainsi que par des représentants du gouvernement local et abrite une importante aile de musée illustrant l'histoire et la chronologie de l'utilisation de la jadéite par les habitants mayas et pré-mayas d'Amérique centrale.

## Galerie

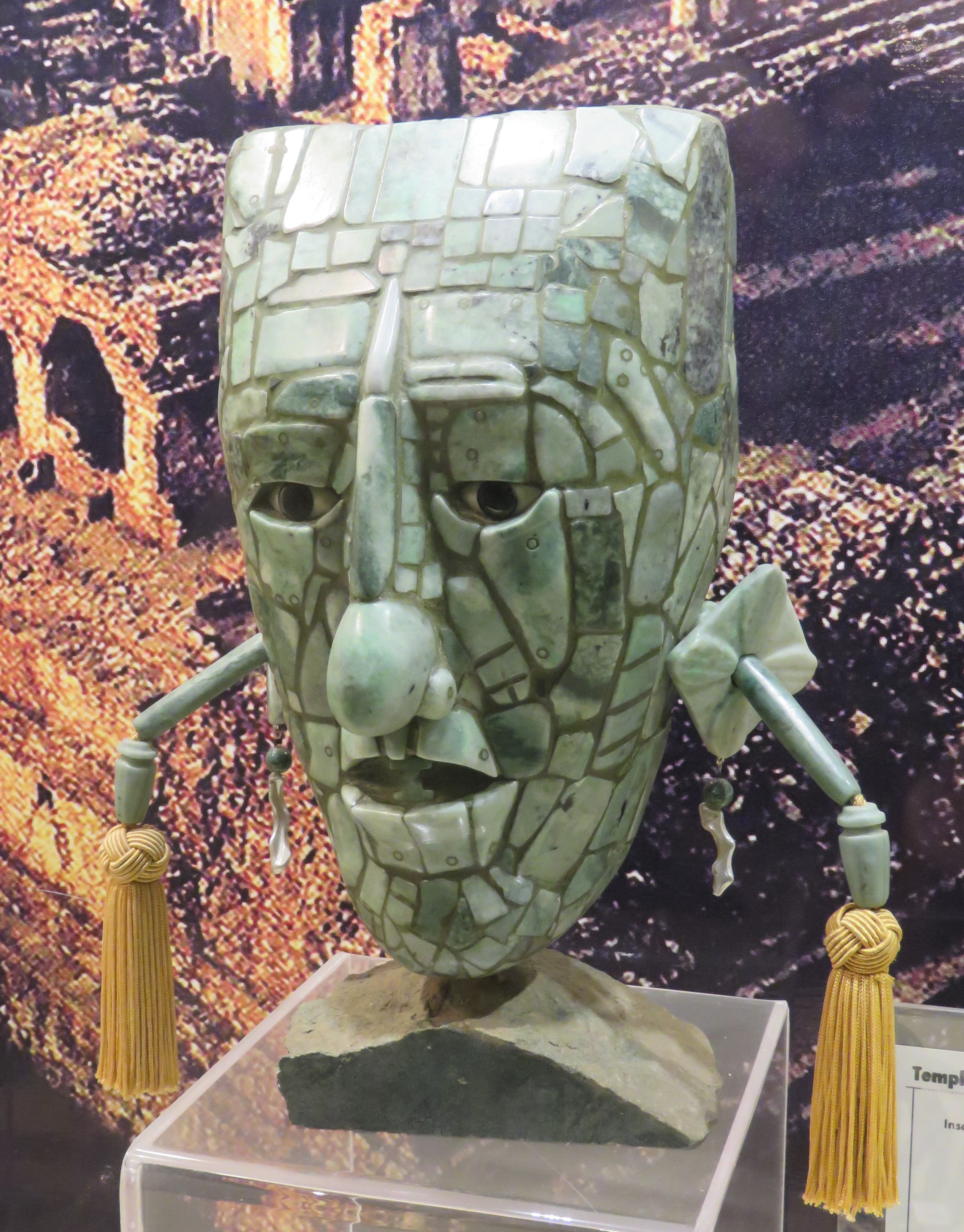
Masque
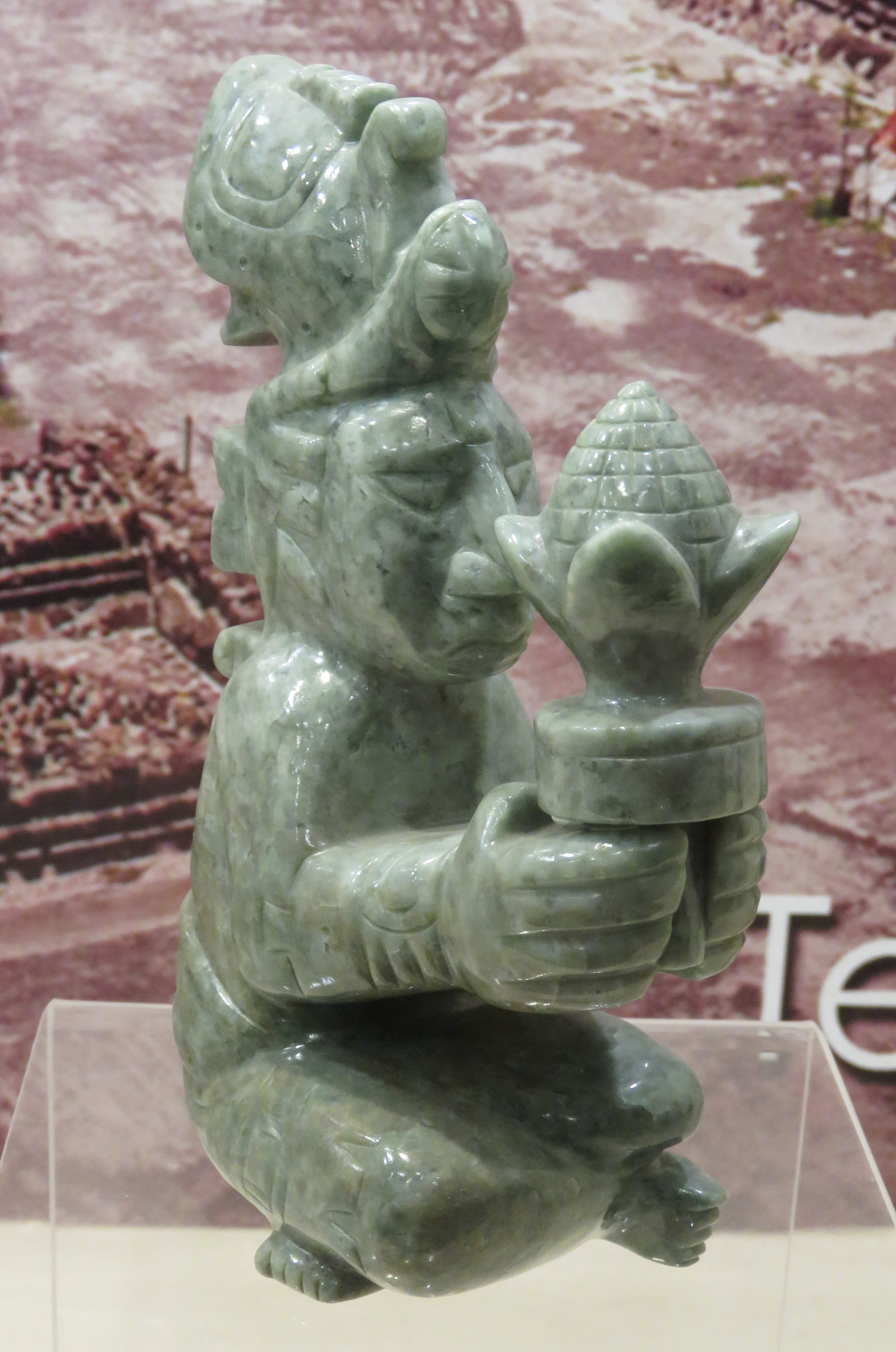
Dieu du maïs
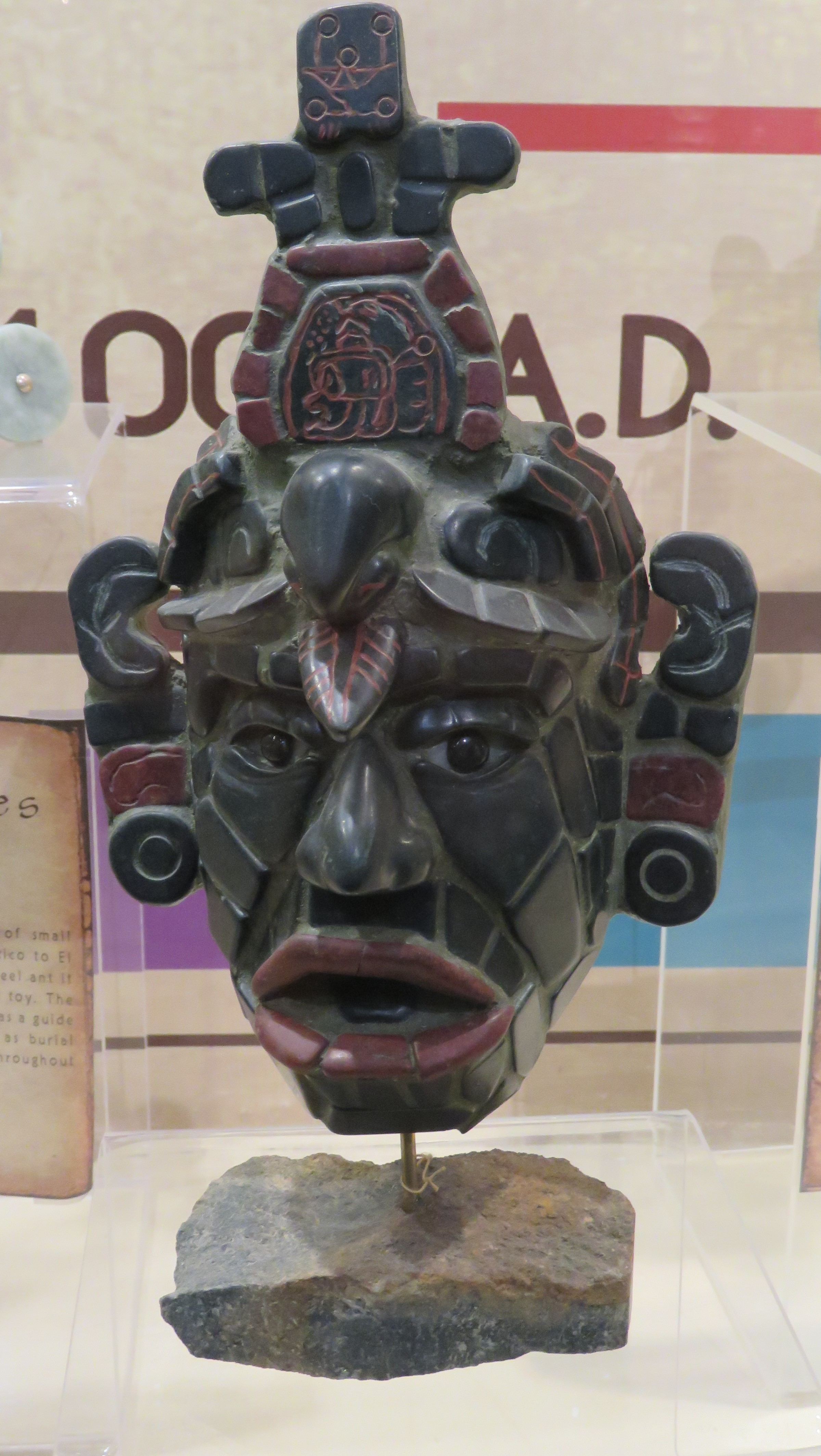
Masque funéraire

## Reconnaissance publique
Elle a été présentée dans National Geographic (septembre 1987 Vol. 172 no 3) et sur la chaîne Discovery (5 juin 1999, "The Mystery of Jade") et fait l'objet de nombreuses autres publications en plus d'apparitions dans les médias. Son histoire et celle de son défunt mari Jay Ridinger ont été présentées dans l'ouvrage, Stone of Kings (2012) de Gerard Helferich

## Philanthropie
En 2008, après une campagne réussie pour détourner un projet d'autoroute qui devait traverser des parties du site archéologique d'Izapa, Ridinger et sa sœur Georgeann Johnson ont fondé The Maya Conservancy, une organisation à but non lucratif avec la mission déclarée d'aider à la préservation et la protection des sites archéologiques mayas et pré-mayas dans toute l'Amérique centrale et au Mexique, dans la préservation et la conservation du patrimoine culturel maya, et dans l'orientation pédagogique et l'aide financière aux organismes privés et gouvernementaux de ces pays. La Maya Conservancy compte parmi son conseil d'administration des érudits mayas notables, tels que le Dr David Sedat du projet Copan et le Dr Robert Sitler.